# 花東縱谷國家風景區
花東縱谷國家風景區在1997年成立，是台灣東部的國家風景區之一。在花東縱谷中各向海岸山脈和中央山脈看去的第一條稜線為風景區的東西界，北界為花蓮溪和木瓜溪，南至卑南鄉，範圍內的九處都市計畫區和國立東華大學校地不屬於風景區管理範圍。由北到南可將此風景區分為「花蓮系統」、「玉里系統」和「臺東系統」三個遊憩重點。重要的景點有鯉魚潭、池南國家森林遊樂區、舞鶴石柱、玉里金針山、富里六十石山、紅葉溫泉、關山親水公園、鹿野高台、大陂池、利吉小黃山等。

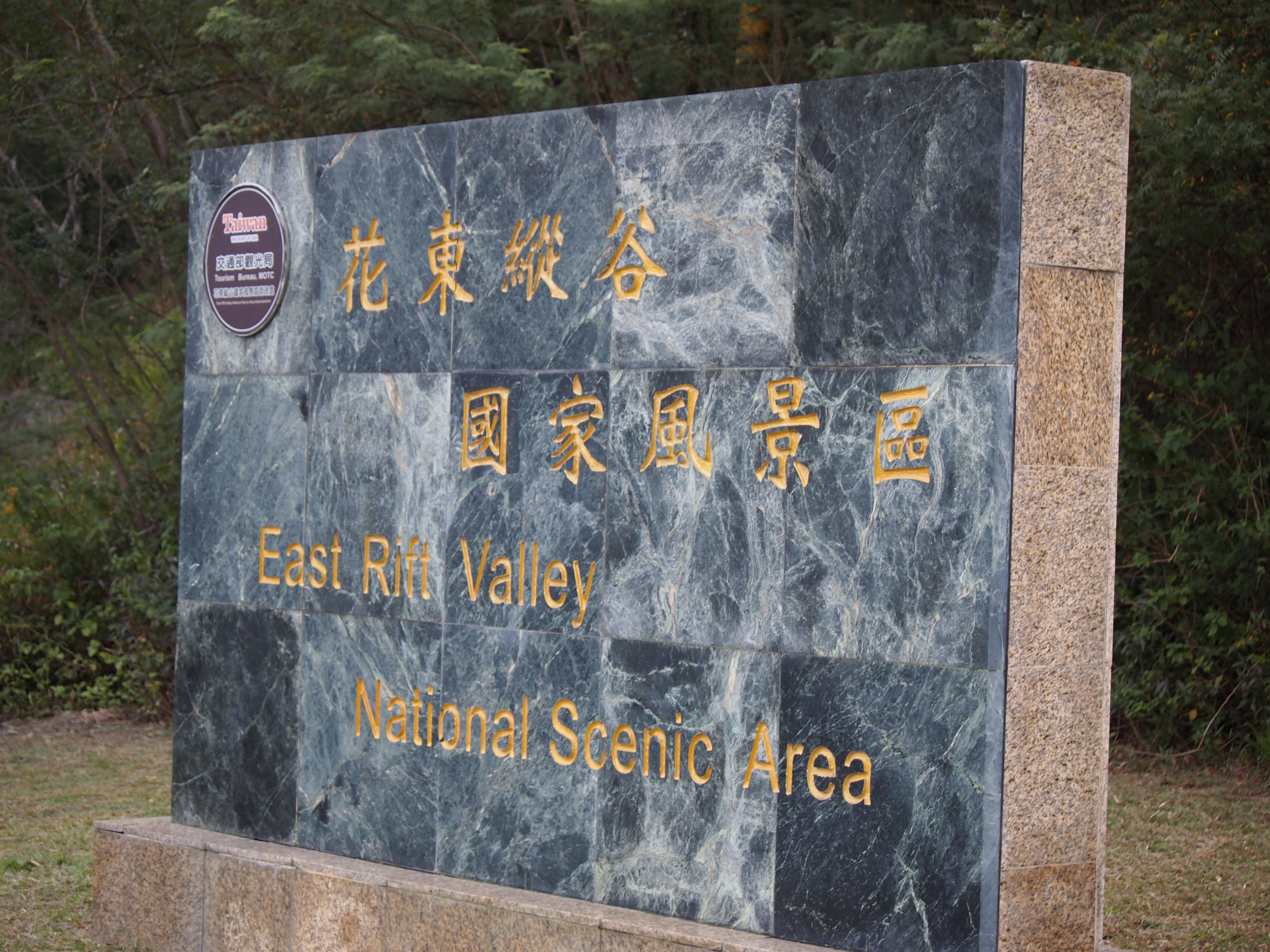
花東縱谷國家風景區石碑

## 背景
中央山脈和海岸山脈間自然形成的花東縱谷谷地，有花蓮溪、秀姑巒溪、卑南溪三條主要的河流，這些河流源自海拔2000-3000公尺的高山，所攜帶的泥沙和礫石，在下游的縱谷形成沖積平原。
花東縱谷中的鹿野、池上、關山、玉里、富里等鄉鎮以稻米聞名，其中池上所產的稻米在台灣日治時期是進貢日本天皇的貢品之一。休耕期間，田間種植油菜花、六十石山和赤科山種植金針。在1月時，舞鶴台地、鹿野高台和池上鄉配合油菜花季，舉行相關戶外活動。
鯉魚潭在四-五月時可以觀察到螢火蟲的生態變化。7-8月在原住民部落接連舉行文化節和豐年祭。8月鹿野鄉的高台會舉行花東縱谷國際飛行傘賽。9月，玉里金針山和富里六十石山進入了金針花季。12月的活動有卑南鄉的卑南族大獵季，花東縱谷聖誕燈會會沿著縱谷沿線舉行。

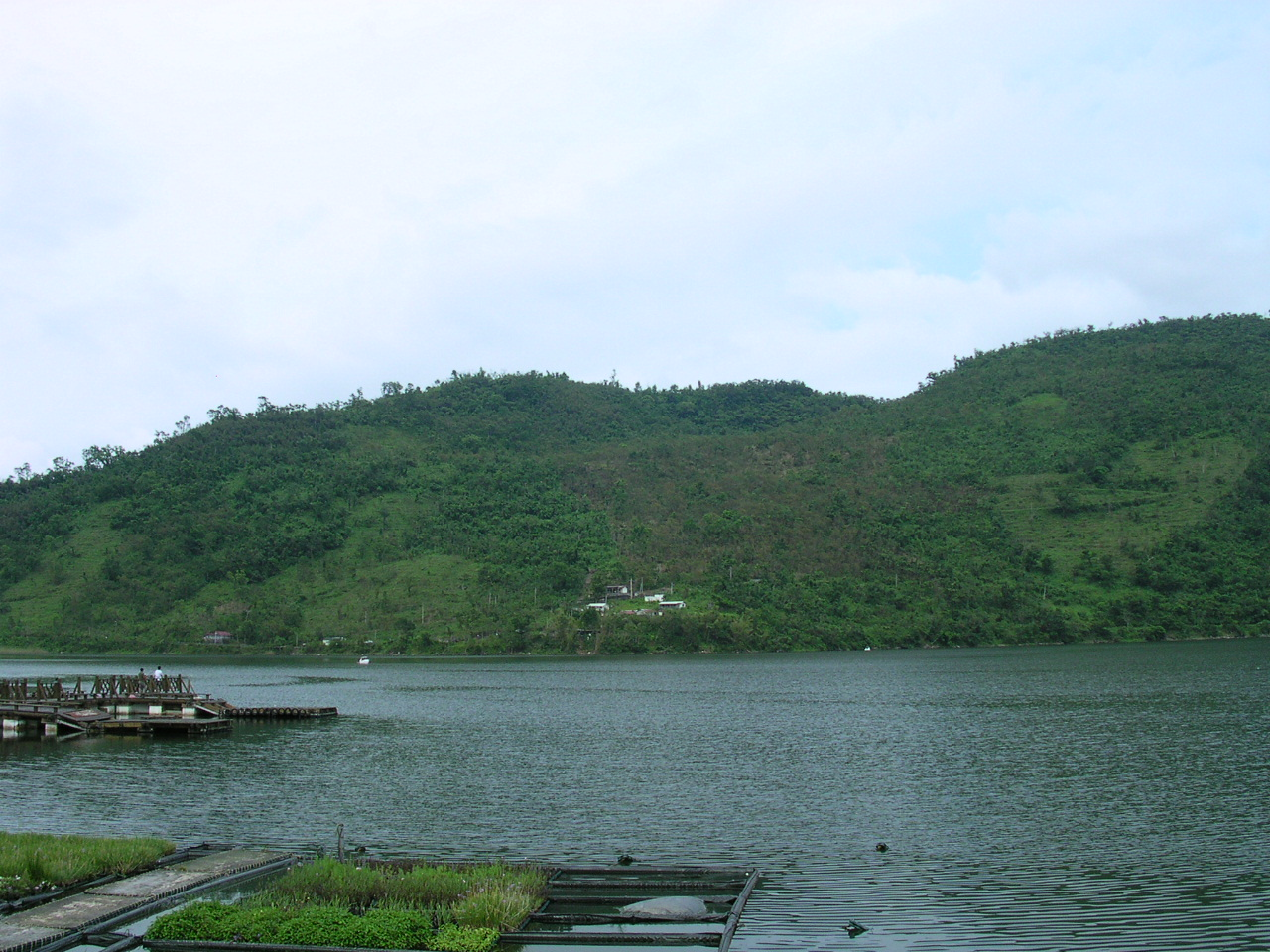
在花蓮的鯉魚潭一景

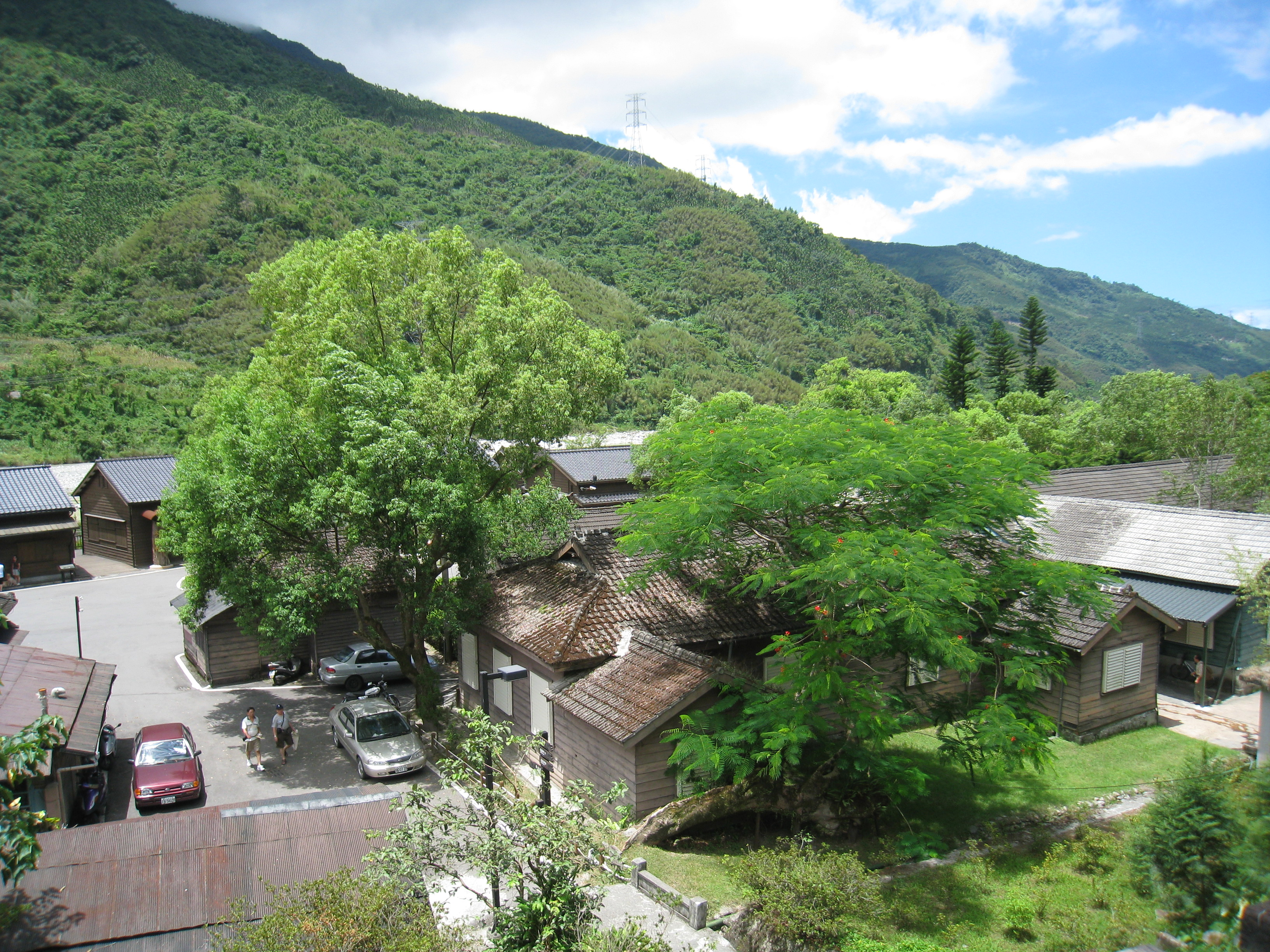
位於花蓮林田山林場的聚落

## 旅遊景點
| - 鯉魚潭 - 池南國家森林遊樂區 - 立川漁場 - 豐田移民村 - 林榮休憩區 - 新光兆豐休閒農場 （页面存档备份，存于） - 鳳林公路公園 - 鳳凰山莊 - 菸樓文化聚落 - 箭瑛公園 - 林田山林場 - 鳳林遊憩區 - 太巴塱部落 - 花蓮糖廠 - 馬太鞍濕地生態園區 - 富源保安宮 - 富源蝴蝶谷 - 瑞穗青蓮寺 - 花東縱谷國家風景區管理處 - 鶴岡文旦觀光果園 - 瑞穗泛舟服務中心 - 瑞穗溫泉與花蓮紅葉溫泉 - 瑞穗牧場 （页面存档备份，存于） - 馬立雲部落 - 舞鶴觀光茶園 - 掃叭石柱 - 北回歸線標誌公園 - 赤柯山 - 玉里協天宮 - 南安瀑布 - 安通溫泉 - 崙天遊憩區 - 六十石山 - 羅山遊憩區 - 小天祥 | - 大坡池 - 油菜花海 - 池上飯包博物館 - 池上牧野渡假村 - 池上桑蠶休閒農場 - 關山親水公園 - 關山環鎮自行車道 - 霧鹿峽谷與霧鹿溫泉 - 霧鹿砲台 - 利稻部落 - 霧野崑慈堂 - 鹿野觀光茶園 - 高台飛行傘 - 脫線休閒牧場 - 布農部落休閒農場 - 紅葉少棒紀念館 - 台東紅葉溫泉 - 初鹿牧場 - 台東原生應用植物園 - 利吉惡地及小黃山 |

## 外部連結
- 花東縱谷國家風景區官方網站 （页面存档备份，存于）
- 花東縱谷國家風景區-鶴岡遊客中心 交通部觀光局 （页面存档备份，存于）
- 花東縱谷國家風景區-鹿野遊客中心  交通部觀光局 （页面存档备份，存于）
- 花東縱谷國家風景區管理處的Facebook專頁